# Czesław Padzik
Czesław Padzik (ur. 5 lipca 1922 w Wiciejowie, zm. 10 grudnia 2010) – polski, inżynier energetyk.

## Życiorys
W 1936 ukończył szkołę powszechną w Mińsku Mazowieckim rozpoczął naukę w gimnazjum w Siedlcach.
W czasie wojny pracował na wsi i uczęszczał na tajne komplety.
W styczniu 1945 został uczniem klasy drugiej liceum w Mińsku Mazowieckim. W lipcu tegoż roku otrzymał świadectwo dojrzałości i od października rozpoczął studia na Politechnice Łódzkiej, na Wydziale Elektrycznym. W czasie studiów, w roku szkolnym 1948/49 był wykładowcą w Państwowej Szkole Techniczno-Przemysłowej w Łodzi.
Studia ukończył w grudniu 1950 jako magister inżynier nauk technicznych.
Od października 1950 podjął pracę (na podstawie nakazu) w Dyspozycji Mocy w Zjednoczeniu Energetycznym Oddziału Łódzkiego.
Od czerwca 1951 był starszym dyspozytorem mocy w Okręgowej Dyspozycji Mocy w Warszawie. Następnie awansował na kierownika wydziału ruchu (czerwiec 1952), kierownika Okręgowej Dyspozycji Mocy (1969) i głównego inżyniera w pionie Przesyłu i Rozdziału Energii Elektrycznej w Zakładach Energetycznych Okręgu Centralnego (1972).
Po likwidacji ZEOC w 1990 pracował do emerytury w Delegaturze Zarządu Wspólnoty Energetyki i Węgla Brunatnego.
Od 1954 Czesław Padzik był aktywnym działaczem Stowarzyszenia Elektryków Polskich, członkiem zarządu koła, delegatem na walne zgromadzenie oddziału i na krajowy walny zjazd delegatów.
Odznaczony złotą i srebrną odznaką honorową SEP, złotą odznaką honorową NOT, srebrnym Krzyżem Zasługi (1973), złotą odznaką Zasłużony dla Energetyki, Krzyżem Kawalerskim Orderu Odrodzenia Polski (1982), Medalem 40-lecia Polski Ludowej (1984). Nadano mu stopień energetyczny Dyrektor Energetyki I stopnia (1987).